# Achensee
Achensee este un lac alpin natural situat în vestul Austriei (Alpii Bavarezi), pe un afluent al râului Isar, la 923 m altitudine. Lacul are o suprafață de 7,3 km² și o adâncime maximă de 132 m. Posedă o hidrocentrală și este renumit pentru turism.